# Белоточечный аротрон
Белоточечный аротрон (лат. Arothron meleagris) — вид лучепёрых рыб семейства иглобрюхих.

## Описание
Тело белоточечного аротрона длиной 50 см. Своим названием вид обязан многочисленным белым точкам, которые покрывают чёрное тело. Имеется также жёлтая, непокрытая точками цветовая форма.

## Распространение
Белоточечный аротрон живёт в коралловых рифах Индо-Тихоокеанской области. Ареал простирается от побережья Восточной и Южной Африки до Японии, острова Пасхи и Панамы. Он живет на мелководье, богатом коралловой растительностью, на глубине не ниже 25 м.

## Питание
Белоточечный аротрон питается коралловыми полипами рода Acropora, полностью откусывая вершины ветвистых кораллов. Наряду с этим он питается губками, мшанками, моллюсками, ракообразными, асцидиями, водорослями, фораминиферами и детритом.